# Węgoryty
Węgoryty (niem. Wangritten) – wieś w Polsce położona w województwie warmińsko-mazurskim, w powiecie bartoszyckim, w gminie Bartoszyce. W latach 1975–1998 miejscowość administracyjnie należała do województwa olsztyńskiego.

## Historia
Szkoła wiejska powstała w XVIII wieku. W 1889 r. był to folwark, należący do majątku ziemskiego Glitajny. Cały majątek, wraz z folwarkiem Witoszyn zajmował 583 ha. 
W 1935 r. w tutejszej szkole pracowało dwóch nauczycieli i uczyło się 101 dzieci. W 1939 r. we wsi mieszkało 186 osób.
W latach 60. XX w. kierownikiem tutejszej szkoły był Zenon Szporka, W 1983 r. we wsi było 21 domów (z 30 osobnymi mieszkaniami) i 93 mieszkańców. W tym czasie we wsi było 20 indywidualnych gospodarstw rolnych, uprawiających łącznie 276 ha ziemi i hodujących 226 sztuk bydła (w tym 106 krów), 114 sztuk trzody chlewnej, 18 koni i 171 owiec. W tym czasie we wsi funkcjonowała szkoła podstawowa (sześcioizbowa), realizująca program ośmiu klas.